# العزیزیه (عربستان سعودی)
العزیزیه (به عربی: العزیزیة) یک منطقه در عربستان سعودی است که در مکه واقع شده‌است.